# Regió d'Asir

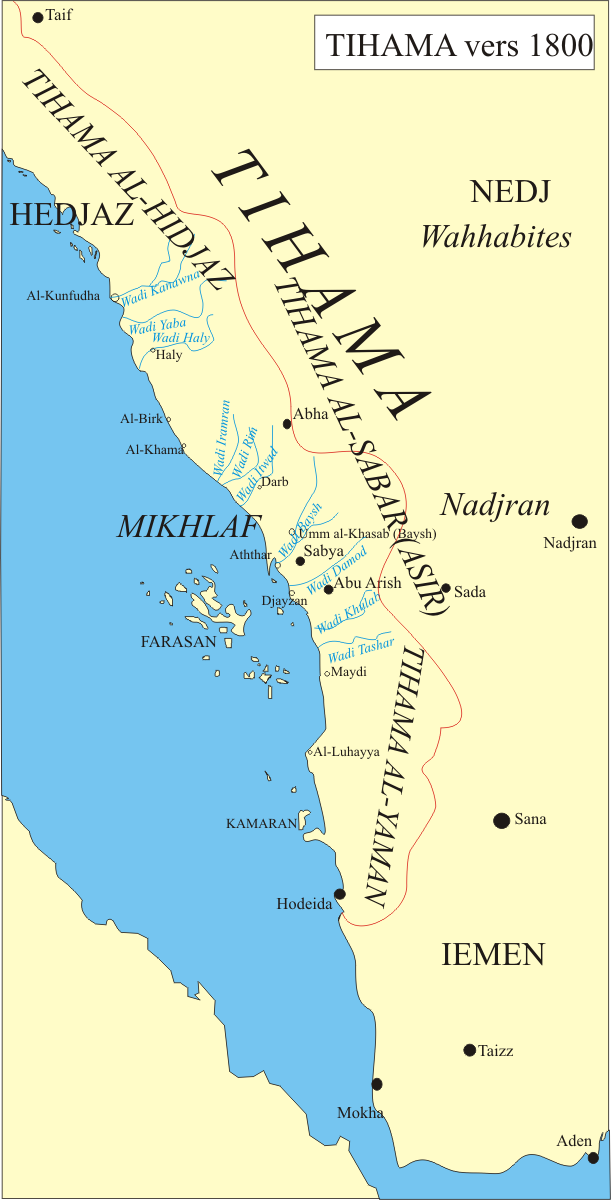
Regió de la Tihama a finals del

Asir és una regió de la península d'Aràbia situada al nord del Iemen i al sud-oest de l'Aràbia Saudita (al sud de l'Hedjaz).

## Població
Està habitada per la confederació tribal d'al-Sarat que donaren nom a la regió: Banu Mughayd, Banu Malik, Alkam i Rabia wa-Rufayda a més d'altres tribus menors com els Ridjal Alma, els Sharan i els Kahtan. Inicialment el nom d'asirs el van portar tribus kahtanites de la regió d'Abha unides als adnanites de Anz ibn Wail (formats pels Rabia, els Rufayda i els Malik); més tard s'hi van afegir els Khatham (Sharan i Aklub) i els Azd (Bàriq, al-Hidjr, Alma i Azd Shanua, aquestos darrers formats per les branques dels Ghamid i els Zahran); algunes fraccions dels Kinana es van establir a la costa.

## Origen i geografia
Com a regió separada de l'Hedjaz i el Iemen no va existir fins al segle xix. Fins aleshores era part de la Tihama. Els wahhabites designaven a les terres entre al-Nimas i Nadjran com Tihamat Asir (és a dir la Tihama dels al-Subir; així quedava dividida la Tihama, en Tihamat al-Hidjaz al nord i Tihama al-Asir al sud, tot i que la mateixa regió del sud ja tenia un nom: Mikhlaf; més al sud encara hi havia una tercera Tihama, la Tihamat al-Yaman). Tihamat al-Asir designava a les terres baixes fins a la mar Roja; la frontera natural entre Iemen i Hedjaz estava a un camp de lava just al sud d'Haly (al nord-oest d'Abha); cap a l'interior les muntanes que s'iniciaven entre 80 i 120 km i que arribaven a 2000 i en alguns casos fins a 3000 metres, creaven els sistemes de wadis que corrent a orient, destacant els de Bisha i Tathith que desaiguen al Wadi l-Dawasir, mentre els wadis principals entre les muntanyes i el mar són els de Itwad, Baysh i Damad.
La principal ciutat era Abha centre de les tribus confederades. Cap al sud, a l'interior, hi havia una zona agrícola que formava una subregió, centrada en (de nord a sud) Umm al-Khashab (Baysh), Sabya i Abu Arish. La capital regional era la ciutat costanera de Djayzan (o Djazan) a l'oest d'Abu Arish. Les illes Farasan formaven part de la regió.

## Història
Sota els Ziyadites del Iemen (819-1018) el territori (entre al-Shardja al sud i Haly al nord), part llavors de la regió més gran anomenada la Tihama, fou dominat per l'emir d'Aththar, Sulayman ibn Tarf al-Hakami, i s'anomenava Mikhlaf dels Tarfites (Mikhlaf Ibn Tarf) o Mikhlaf el Sulaymaní (Mikhlaf al-Sulaymani). El nom encara és usat avui en dia. El 1067/1068 els Tarfites, aliats als etíops, foren derrotats a al-Zaraib per l'emir sulàyhida Ali ibn Muhammad. En revenja, fou amb la cooperació dels Tarfites que els sulaymànides es van poder apoderar del Mikhlaf (segle xi) i van arribar fins a la Meca on van exercir una hegemonia temporal breu fins a ser suplantats pels haiximites. Els sulaymànides es van establir a Djayzan i branques de la dinastia es van establir a Sabya, Damad (a la riba del wadi Damad, riu que desaigua pocs quilòmetres al nord de Djayzan) i a altres llocs; l'emir més destacat fou Ulayy ibn Isa al-Wahhas; altres emirs es van dedicar a la vida nòmada al Mikhlaf.
El 1164/1165 els Màhdides del Iemen van derrotar els sulaymànides cosa va afavorir l'ocupació del Iemen per l'aiúbida Turan Shah, el germà de Saladí. El sulaymànides estaven molt debilitats a l'arribada dels otomans i van perdre el poder davant una dinastia anomenada els Khayràtides, descendents de la família de Katada a la Meca, que van tenir residència a Abu Arish, prop de Djayzan. Els Khayràtides, nominals vassalls otomans (segles XVI-XVII), zaydites (segles XVI-XVIII) i altre cop otomans (segles XVIII-XIX), van governar el Mikhlaf (emirat del Mikhlaf), que al segle xix va començar a ser conegut com a Asir. El 1728 va pujar al tron Ahmad ibn Muhammad ibn Khayrat que va morir el 1762; a la seva mort el va succeir Muhammad ibn Ahmad (1762-1801).

## Divisió entre Alt Asir o Abha (dinastia rufayda) i Baix Asir o Abu Arish (dinastia khayràtida)
Aviat es van iniciar conflictes amb el xeic de la tribu dels Rufayda, Muhammad ibn Amir Abu Nukta al-Rufayda, que seguia les doctrines wahhabites i va prendre el poder (1801-1803); els emirs o xeics dels Rufayda van tenir el poder a l'Asir a l'entorn d'Abha fins al 1818 (quan va caure la capital wahhabita al-Diriyya en mans dels egipcis). El següent emir o xeic fou Tami ibn Shuayb. L'emirat d'Abha és conegut com a emirat de l'Alt Asir (dinastia Rufayda)
El xerif khayràtida Muhammad ibn Ahmad va continuar al poder a Abu Arish fins al 1809. El va succeir el governant més important de la dinastia, Hamud ibn Muhammad Abu Mismar, establert a Abu Arish (1809-1818) que es va haver de declarar vassall dels al-Saud wahhabites, però mai no fou un convers sincer.

## Alt Asir (dinastia Banu Mughayd, després d'al-Ayid)
No es coneixen bé els esdeveniments de la zona d'Abha; els egipcis després del 1818 van ocupar el Hedjaz i van baixar cap a la Tihama del Hedjaz i el Mikhlaf/Asir, en diverses expedicions. El 1823 els Rufayda ja havien estat substituïts pels Banu Mughayd encapçalats pel seu xeic Said ibn Muslat al-Mughaydi al que va succeir el 1828 Ali ibn Mudjattil al-Mughaydi; el 1833 va donar suport a la revolta de Türkce Milmez i els oficials albanesos revoltats, però després es va enfrontar als rebels i els va derrotar. Va governar fins a la seva mort el 1833/1834 i el va succeir Ayid ibn Mari ibn Musa al-Mughayd cap del clan dels Al-Ayid (el Jueu) o ayídides. El 1834 Abha fou ocupada per les forces otomano-egípcies durant un mes; després hi governava altre cop el clan Al-Ayid dels Banu Mughayd, amb Ayid ibn Mari ibn Musa al-Mughaydi (1834-1856/1857), que va estar aliat als wahhabites. Vers el 1838 l'expedició al sud dels oficials de Muhammad Ali d'Egipte per controlar el comerç del cafè de Moka, i al mateix temps un moviment militar cap al Najd i Aràbia oriental va provocar l'ocupació d'Aden pels britànics (1839). La sortida dels egipcis el 1840 sota pressió de les potències europees, va permetre a Ayid assolir la independència a l'anomenat Asir al-Sarat o Alt Asir (i als Khayràtides al Mikhlaf i a part de la Tihamat al-Yaman).
El següent emir fou el seu fill Muhammad ibn Ayid (1856/1857-1872) que el 1863 va expulsar d'Abu Arish al darrer khayràtida Hasan ibn Muhammad i va unificar les dues parts de l'Asir (emirat d'Asir). El 1871 els otomans, considerant perillós el poder agafat per la dinastia, i com a sobirans de l'emir khayràtida deposat, van decidir intervenir. L'obertura del Canal de Suez ho feia ara més fàcil, i tropes otomanes sota comandament de Muhammad Radif Pasha, van derrotar a Muhammad ibn Ayid al combat de Rayda; l'emir va resultar mort. Abha i Abu Arish (que no fou retornat als khayràtides) foren ocupades i el territori fou convertit en una mutasarrifiya del wilayat del Iemen. Encara que Abha i Abu Arish van romandre 46 anys sota domini turc aquest domini sovint no anava gaire més enllà dels murs de la ciutat on hi havia la guarnició, ja que el camp seguí dominat per les tribus, entre les quals els Banu Mughayd.
Aquesta dinastia de l'emirat de l'Alt Asir o emirat d'Abha és coneguda sota diversos noms: inicialment dinastia dels Banu Mughayd i després dinastia dels Al-Ayid o dinastia Ayídida. El 1872 els otomans van annexionar el territori i el van incorporar al Iemen.

## Divisió del Baix Asir en Abu Arish (dinastia Khayràtida) i Sabya (dinastia Idríssida)
A la part del sud, a l'emirat khayràtida d'Abu Arish, també hi ha un període fosc entre 1818 i 1840; se sap que l'emir o xeic va cedir (vers 1830) la regió de Sabya a Ahmad ben Idris, un descendent dels idríssides que va formar un estat teocràtic-militar governat per l'anomenada dinastia Idríssida del Iemen (més pròpiament Idríssides de l'Asir) conegut com a emirat del Baix Asir o emirat de Sabya.

## Dinastia khayràtida d'Abu Arish
A Abu Arish governava després de 1840 el khayràtida al-Husayn ibn Ali ibn Haydar (1840-1848) que va rebre de la Porta (el govern otomà) el títol de paixà, i de fet esdevingué plenament independent; va amenaçar fins i tot Aden; els britànics van protestar i els turcs el van enviar a conquerir la Tihama al nord (l'emirat de l'Alt Asir, aliat als wahhabites). Després apareix un emir o xeic amb el nom d'Haydar (1851-1856), i un altre anomenat Hasan ibn Muhammad (1856-1863). Aquest darrer va perdre el poder el 1863 davant dels Al-Ayid de la tribu Banu Mughayd, emirs d'Abha o Alt Asir; els xeics van romandre a la regió sense dominar la capital Abu Arish i altres llocs, suposadament com a vassalls turcs, fins que el 1871 els otomans van tornar al país, però el 1872 el xeicat fou declarat possessió otomana.

## Dinastia idríssida de Sabya
Ahmad ben Idris va morir a Sabya el 1837, quan ja havia aconseguit establir estat teocràtic-militar. El va succeir el seu fill Muhammad que va governar fins al 1889 o 1892 (segons les fonts), el qual després del 1871 fou un vassall (almenys nominal) de l'Imperi Otomà. A la seva mort el va succeir el seu fill Ali I ibn Muhammad ibn Ahmad al-Idrisi al-Hasani que el 1908 va agafar el títol de sultà i va morir el 1909 o 1910.
El va succeir el seu fill Sayyid Muhammad (II) ibn Ali al-Idrisi, de 33 anys, que va agafar el títol d'imam i emir; el 1910 es va revoltar i es va declarar independent dels otomans (i d'Abu Arish i de l'Alt Asir o Abha que jurídicament havien deixat d'existir) i va conquerir Abha; el governador otomà Sulayman Shafik Kamali Pasha es va retirar i es van enviar socors des de la Meca (enviats pel xerif), però quan van arribar el juny de 1911 van trobar que Sulayman Shafik ja havia reprès la ciutat (que va restar turca fins a l'armistici de 1918).
El 1915 Muhammad es va aliar als britànics que donaven suport a la revolta àrab i va signar un tractat d'aliança; el 1916 Muhammad va ocupar al-Qunfudhah a l'Hijaz sota sobirania otomana (a Tihamat al-Hijaz o la Tihama del Hijaz); al-Qunfudha era una ciutat portuària situada més de 50 km al nord d'Haly (que marcava el límit entre la Tihama de l'Hijaz i la Tihama de l'Asir), però ja no va poder avançar més al nord per la resistència del general turc Fakhri Pasha. Abha va quedar assetjada fins al 1916 sense èxit (no va poder ser ocupada fins després de la retirada turca). Després del 1916 els ayídides o Banu Mughayd, dirigits per Hasan ben Muhammad al-Ayid, van ser admesos a Abha i van dominar el territori per compte i com a vassalls dels otomans, territori que no obstant era reconegut possessió dels idríssides pels aliats, mentre que els ayídídes van buscar el suport del xerif de la Meca (Hijaz), vassall otomà.
Per un acord del 1916 els britànics van incloure en els futurs dominis idríssides al final de la guerra, el port de al-Hudayda, que generalment era considerat del Iemen, que estava en possessió dels otomans. El 1917 Muhammad va bescanviar al-Qunfudhah per les illes Farasan amb el xerif de la Meca i Hijaz.
Amb l'armistici de Mudros del 30 d'octubre del 1918 els otomans van evacuar Abha i la resta de l'Asir i el Iemen. El Ayídides van intentar conservar Abha i l'Alt Asir i foren atacats pels idríssides que llavors també es van apoderar dels territoris que quedaven en mans dels otomans com Abu Arish i la resta del Baix Asir; una mediació sobre la possessió de Abha i l'Alt Asir demanada pels idríssides al Abd al-Aziz al-Saud del Najd, fou rebutjada per Hasan. Tamnmateix amb l'evacuació otomana el 1918, Muhammad i els britànics van entrar a al-Hudayda, i la cessió del 1916 fou confirmada per un plebiscit celebrat el 1919.
El 1921 els saudites van enviar un contingent que va derrotar els ayídides; el 1922 aquestos foren derrotats en una nova campanya saudita dirigida pel príncep Faysal ibn Abd al-Aziz, i els saudites van ocupar Abha; un governador saudita es va instal·lar a la ciutat; la bandera del aydídes, blanca amb inscripció àrab i mitja lluna al cantó (tot blau) va onejar a alguns llocs fins al 1923.
L'emir de Sabya Muhammad va signar el 29 d'octubre de 1920 (15 de safar de 1339) un tractat d'aliança amb els saudites. El 1921, després de la no ratificació del tractat de Sevres per Turquia, els aliats li van reconèixer la possessió del port d'al-Hudayda. Va morir el 20 de març de 1923 i el va succeir el seu fill Sayyid Ali II ibn Muhammad al-Idrisi al-Hasani de 18 anys.
En negar-se el nou emir a convocar el consell dinàstic, el seu oncle Sayyid Mustafa Idris es va revoltar a al-Hudayda (1924) però fou derrotat i va haver de fugir a Egipte. Ali va deixar llavors el poder en mans dels seus oncles materns, negres sudanesos, que eren analfabets, i entre els quals fou nomenat governador d'al-Hudayda Abdul Muttalim, avariciós i cruel, cosa que va provocar el descontentament general. Les tribus de la zona es van aliar a l'imam zaidita del Iemen, que va enviar al general Abdallah Al Wazir, el qual va conquerir la ciutat d'al-Hudayda l'abril de 1925, i també la regió de Medi o Maydi (a la frontera nord del Iemen a la part de la costa).
Buscant l'abdicació d'Ali, el gran xeic sanusita Djemal Baja, que gaudia d'un gran prestigi, es va traslladar a Sabya (febrer del 1926). Alí va abandonar la ciutat i fou proclamat Sayyid Mirghani al-Idrisi com a regent del menor Sayyid al-Hasan ibn Ali al-Idrisi. Amb tota aquesta agitació les ambicions del Iemen van augmentar, però la tribu dels Banu Hummad va obtenir una important victòria sobre els iemenites a Medi. Per prevenir un contraatac iemenita els saudites van enviar tropes. Les illes Farasan foren venudes als britànics aquest any 1926 però el contracte no es va ratificar. El 21 d'octubre de 1926 Mirghani va signar un tractat de protecció sobre l'Asir conegut com a tractat de la Meca (amb les fronteres establertes pel tractat de 15 Safar 1339, obrint la qüestió d'al-Hudayda).
El 20 de novembre de 1930 la dinastia fou deposada i el país annexionat a la província saudita d'Hijaz. La frontera amb Iemen fou fixada el 1934 (Tractat de Taif).

## Mapes

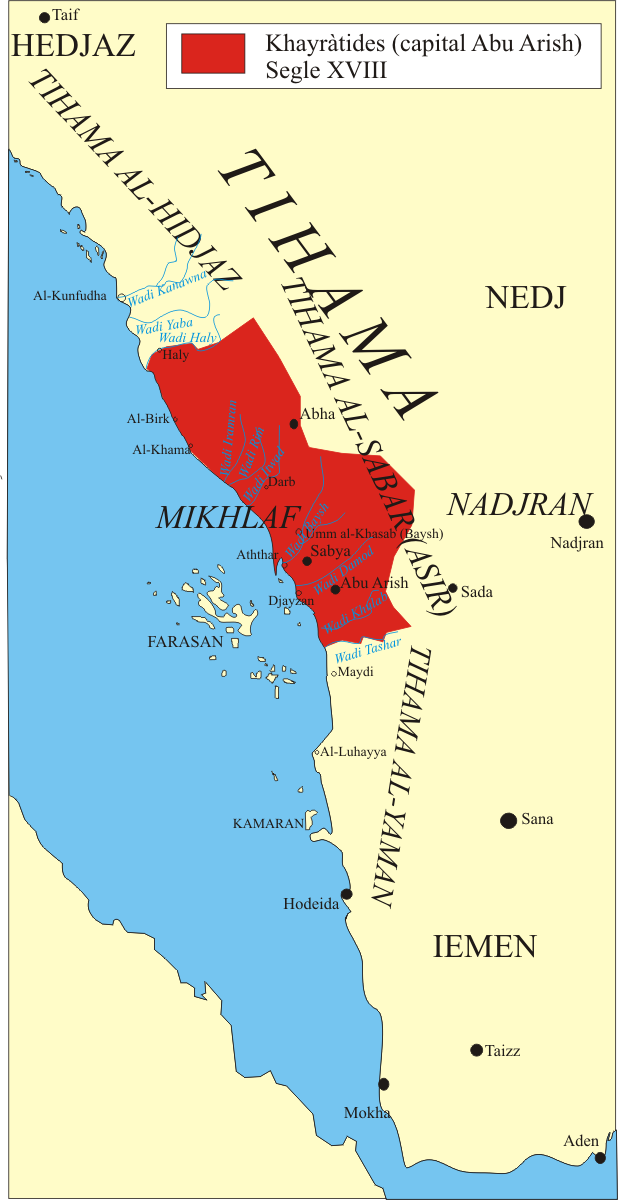
fins a 1801
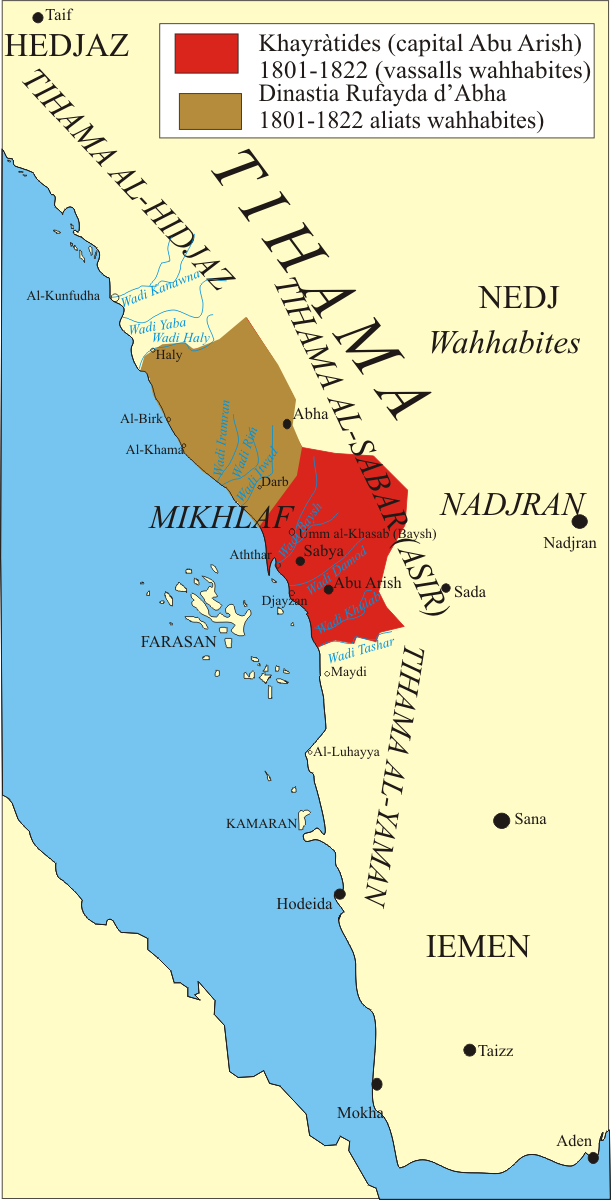
1801-1822
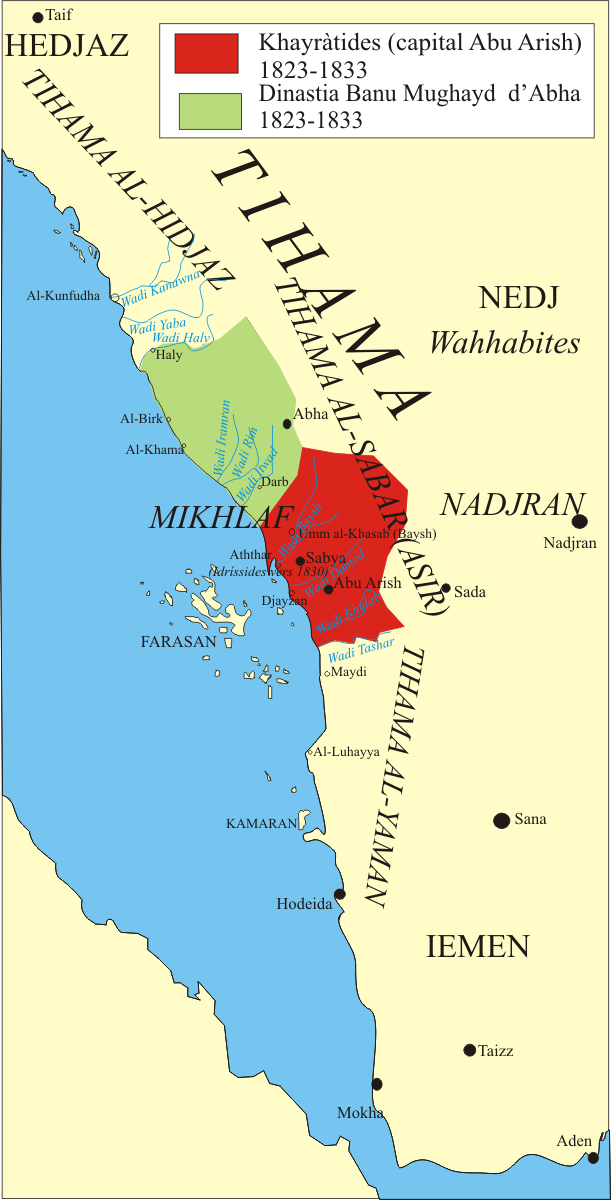
1823-1833
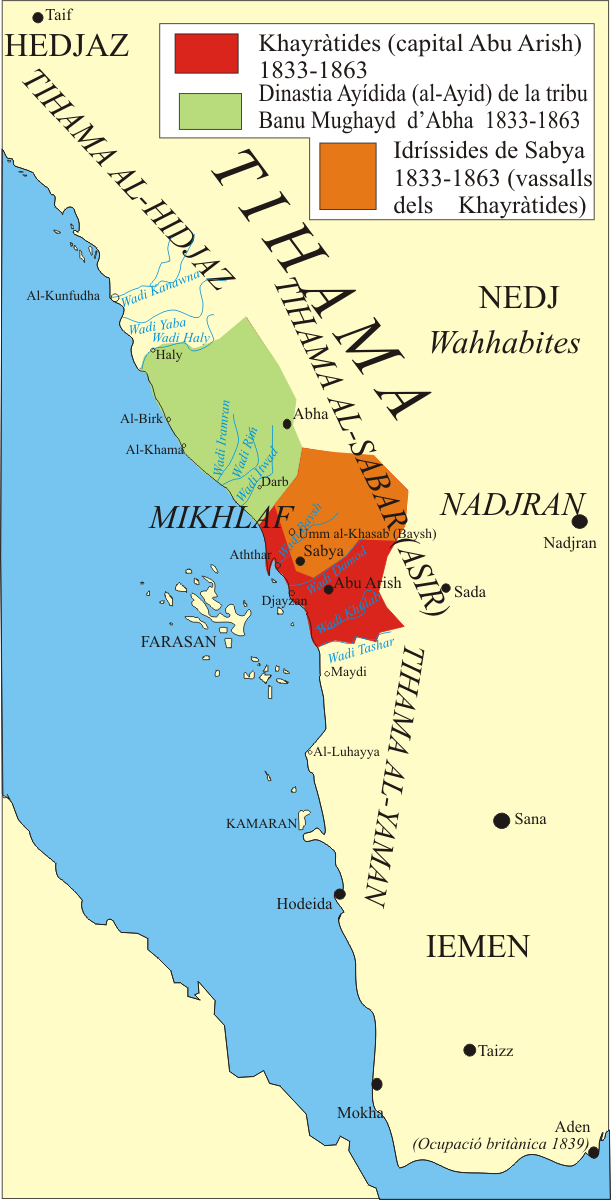
1833-1863
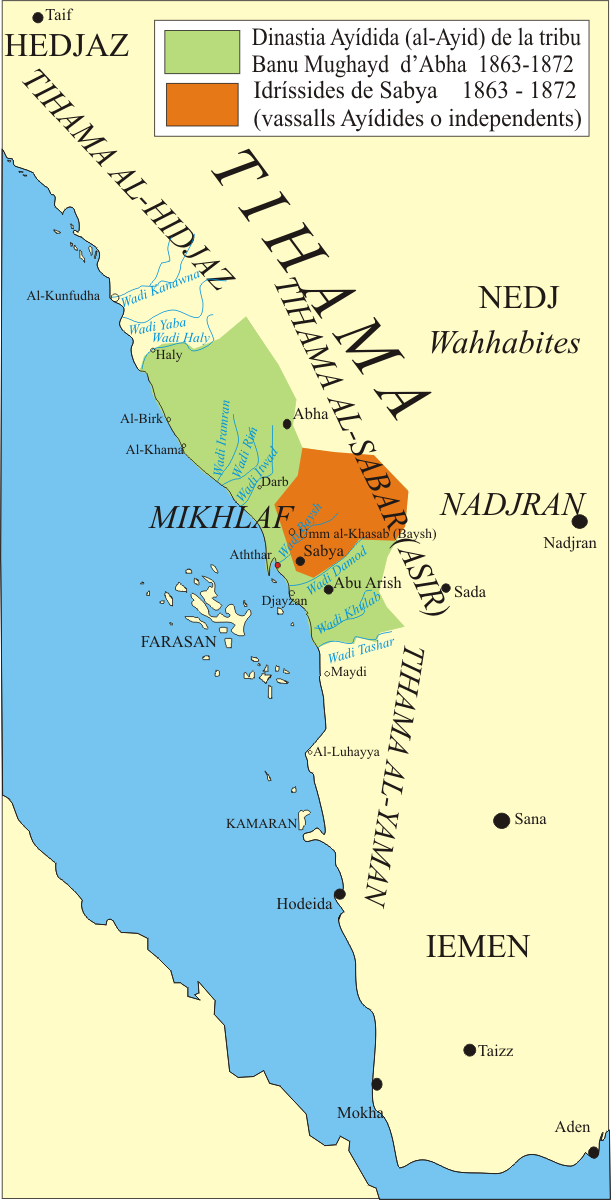
1863-1872
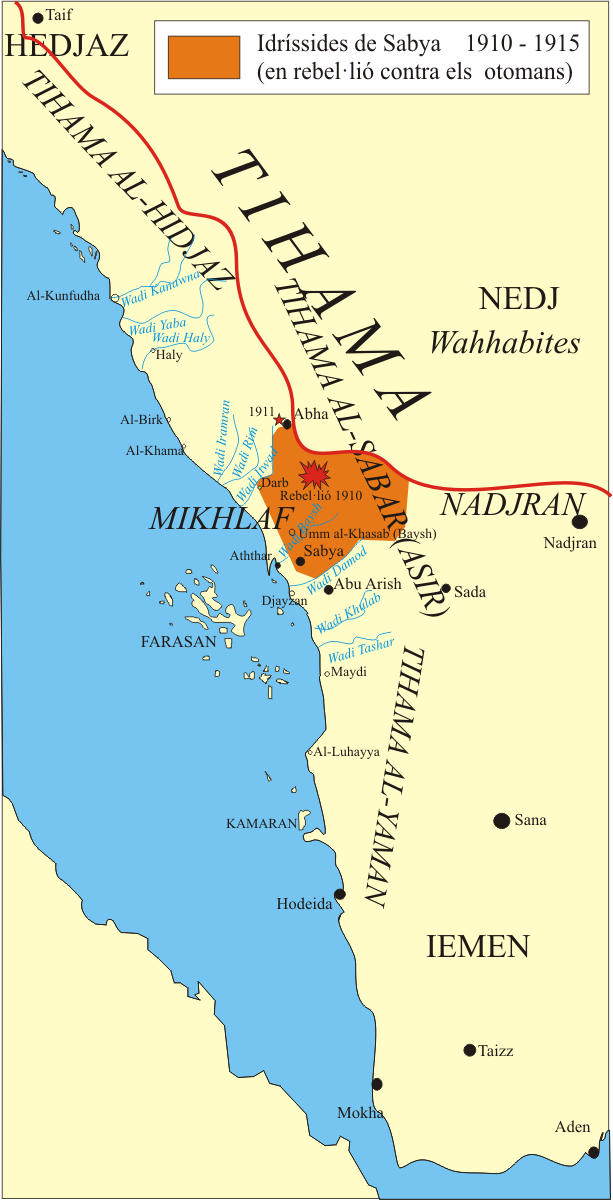
1910-1915
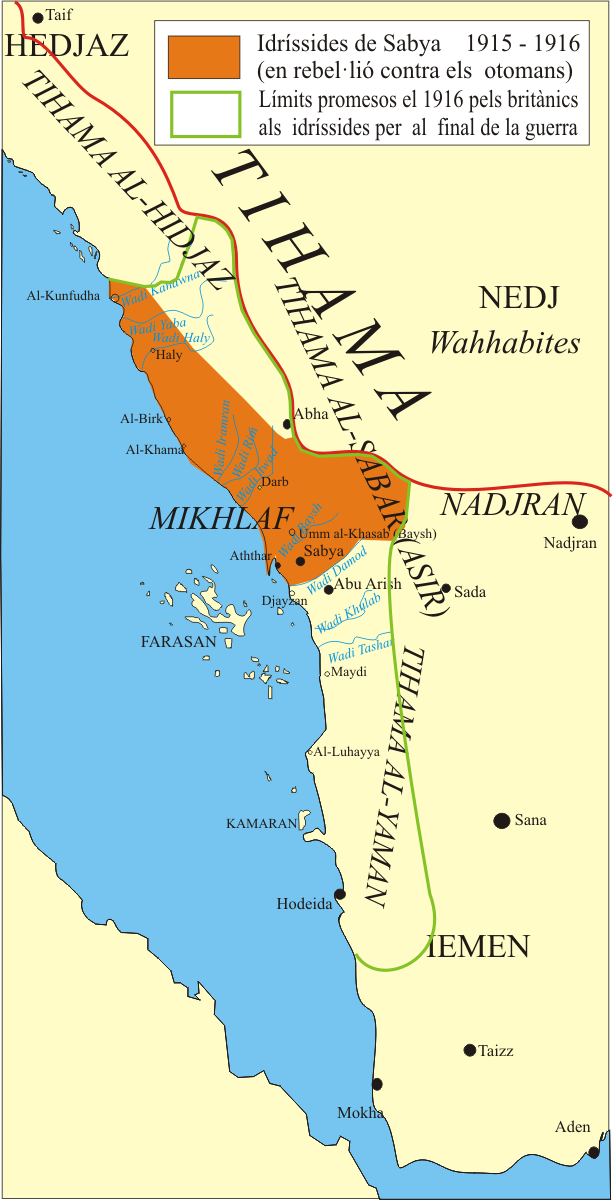
1915-1916
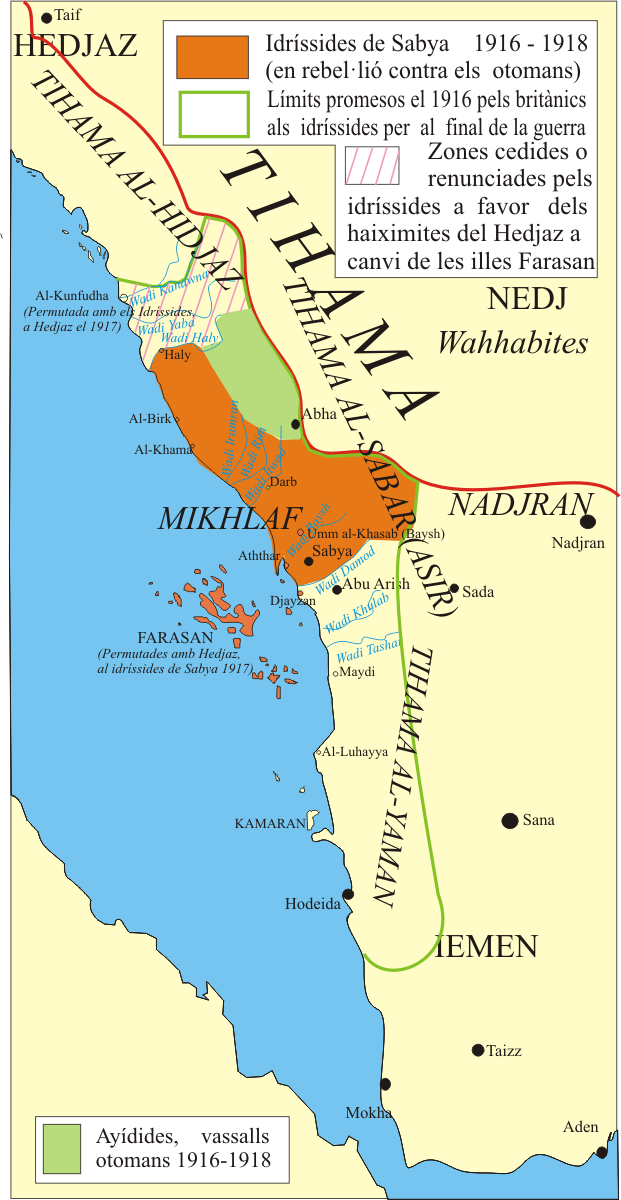
1916-1918
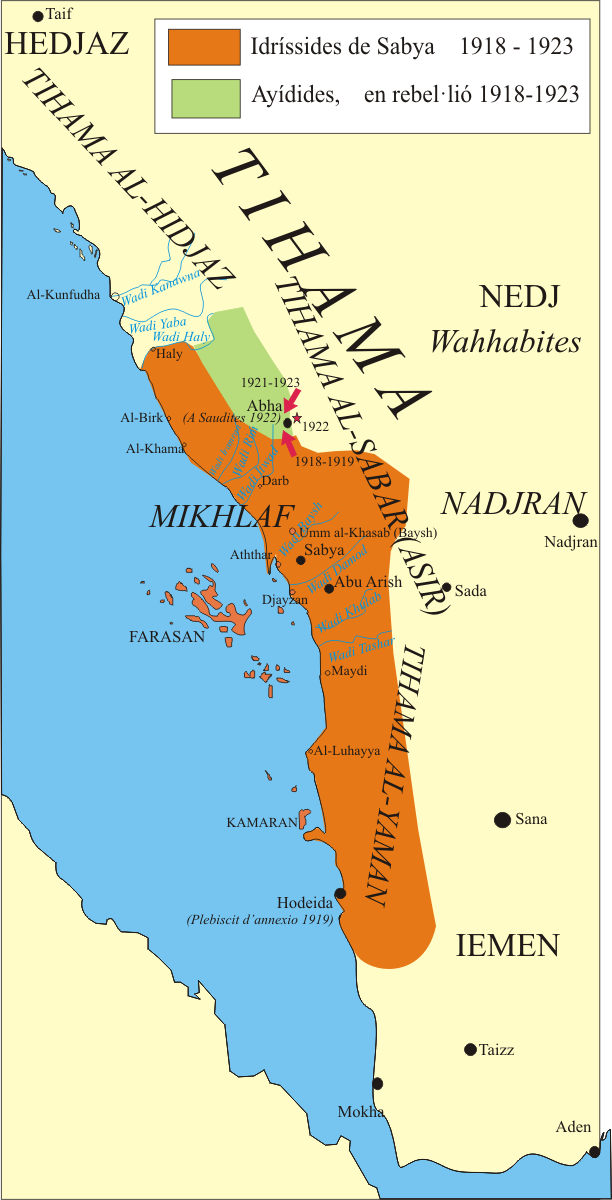
1918-1923
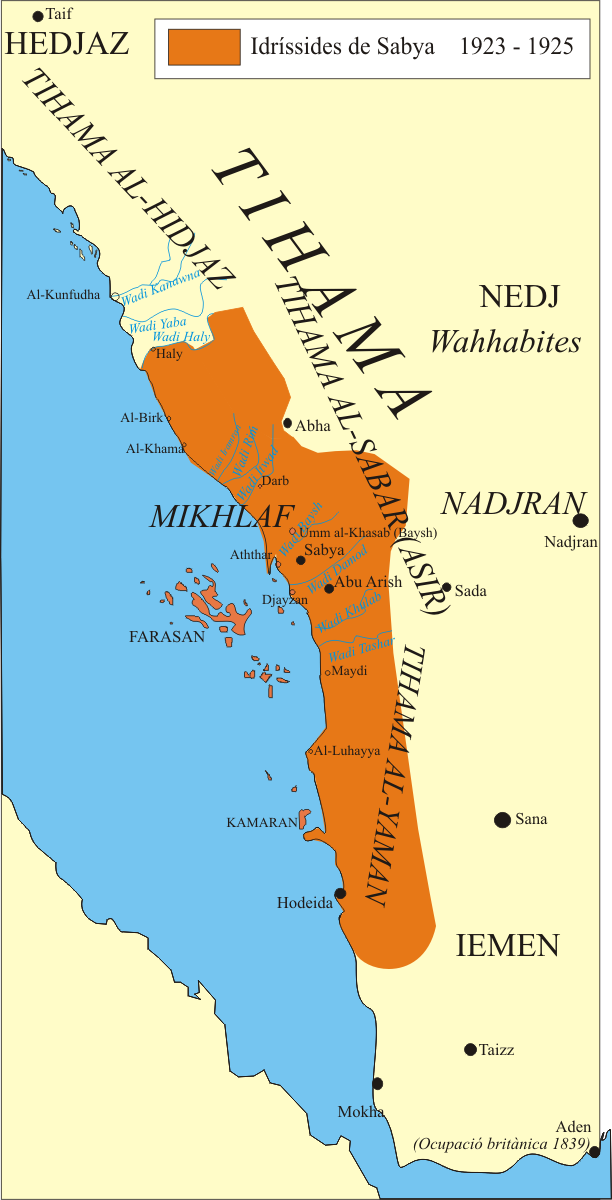
1923-1925
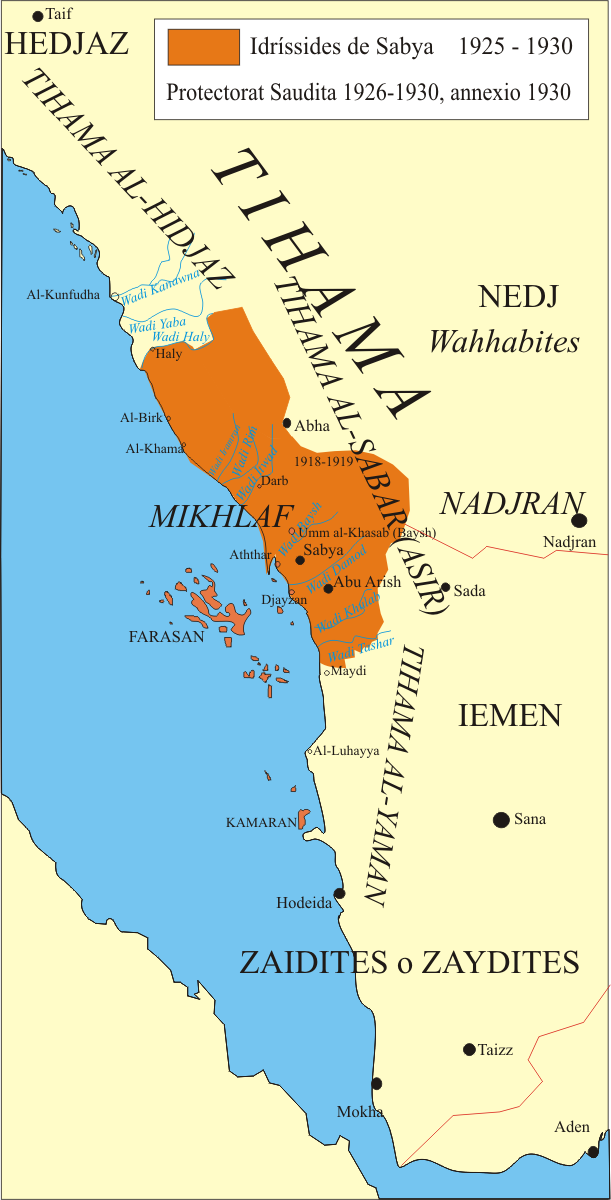
1925-1930